# نادي إيمولا
نادي إيمولا (بالإيطالية: 1919 Imolese Calcio)‏ هو نادي كرة قدم إيطالي مقره في إيمولا، بإميليا رومانيا.